# Detroit (Texas)
Detroit és una població dels Estats Units a l'estat de Texas. Segons el cens del 2000 tenia 776 habitants.

## Demografia
Segons el cens del 2000, Detroit tenia 776 habitants, 315 habitatges, i 217 famílies. La densitat de població era de 189,6 habitants/km².
Dels 315 habitatges en un 33% hi vivien nens de menys de 18 anys, en un 48,6% hi vivien parelles casades, en un 16,2% dones solteres, i en un 31,1% no eren unitats familiars. En el 29,5% dels habitatges hi vivien persones soles el 15,6% de les quals corresponia a persones de 65 anys o més que vivien soles. El nombre mitjà de persones vivint en cada habitatge era de 2,46 i el nombre mitjà de persones que vivien en cada família era de 3,06.
Per edats la població es repartia de la següent manera: un 29,4% tenia menys de 18 anys, un 8,5% entre 18 i 24, un 25,6% entre 25 i 44, un 20,7% de 45 a 60 i un 15,7% 65 anys o més.
L'edat mediana era de 34 anys. Per cada 100 dones de 18 o més anys hi havia 80,3 homes.
La renda mediana per habitatge era de 25.250 $ i la renda mediana per família de 31.136 $. Els homes tenien una renda mediana de 23.750 $ mentre que les dones 17.250 $. La renda per capita de la població era de 14.331 $. Aproximadament el 20,8% de les famílies i el 24% de la població estaven per davall del llindar de pobresa.

## Poblacions més properes
El següent diagrama mostra les poblacions més properes.